# Bộ Có đuôi
Bộ Có đuôi (danh pháp khoa học: Caudata), là một bộ gồm khoảng 655 loài lưỡng cư còn sinh tồn, bộ này gồm các loài kỳ giông, sa giông và cá cóc Tam Đảo. Chúng có bề ngoài giống như thằn lằn hay tắc kè, với cơ thể thanh mảnh, mũi ngắn, và đuôi dài. Tất cả các loài tuyệt chủng trong bộ này đã được phát hiện và tất cả các loài còn sinh tồn đều được xếp vào bộ có tên khoa học là Caudata, trong khi đó, thỉnh thoảng các loài còn sinh tồn được xếp vào nhóm Urodela. Hầu hết có 4 ngón ở hai chân trước và 5 ngón ở hai chân sau. Da ẩm của chúng thường làm cho chúng phụ thuộc vào môi trường sống hoặc gần vực nước, hoặc ở các nơi mát, ẩm khác. Một số loài sống trong nước hoàn toàn trong suốt vòng đời của nó, một số cần nước liên tục, và số khác thì sống hoàn toàn trên cạn khi trưởng thành. Là nhóm các động vật có xương sống độc đáo, chúng có khả năng mọc lại các chi đã bị mất, cũng như những phần khác của cơ thể chúng. Da của một số loài chứa chất độc tetrodotoxin mạnh, những loài này thường di chuyển chậm và có màu sắc cảnh báo chất độc của chúng.
Trong thần thoại, kỳ giông liên quan đến lửa, chúng được cho là không bị lửa làm tổn hại, và quần áo được làm từ da của chúng có thể chống cháy.

## Phân loại
Có sự khác biệt về định nghĩa giữa các tác giả về "Caudata" và "Urodela". Một số cho rằng Urodela nên bị thu hẹp hành một nhóm chỏm cây, và Caudata được sử dụng cho toàn nhóm lưỡng cư có đuôi. Một số khác ngược lại, xem Caudata như nhóm chỏm cây và dùng Urodela cho toàn nhóm lưỡng cư có đuôi. Cách phân loại thứ nhất được sử dụng rộng rãi hơn.
Bộ Caudata được chi ra thành ba phân bộ và mười họ.
| Cryptobranchoidea |                              |                                  |           |
| Họ                | Tên thông thường (tiếng Anh) | Loài ví dụ                       | Hìnnh ảnh |
| Cryptobranchidae  | Giant salamanders            | Cryptobranchus alleganiensis     |           |
| Hynobiidae        | Asiatic salamanders          | Kỳ giông Hida (Hynobius kimurae) |           |
| Salamandroidea    |                              |                                  |           |
| Ambystomatidae    | Mole salamanders             | Ambystoma opacum                 |           |
| Amphiumidae       | Amphiumas hoặc Congo eels    | Amphiuma means                   |           |
| Dicamptodontidae  | Pacific giant salamanders    | Dicamptodon tenebrosus           |           |
| Plethodontidae    | Lungless salamanders         | Plethodon cinereus               |           |
| Proteidae         | Mudpuppies and olms          | Manh giông (Proteus anguinus)    |           |
| Rhyacotritonidae  | Torrent salamanders          | Rhyacotriton variegatus          |           |
| Salamandridae     | Newts and true salamanders   | Ichthyosaura alpestris           |           |
| Sirenoidea        |                              |                                  |           |
| Sirenidae         | Sirens                       | Siren lacertina                  |           |